# Palazzo dell’Aeronautica (Ferrara)
Der Palazzo dell’Aeronautica (auch Palazzo Gandini) ist ein Palast im historischen Zentrum von Ferrara in der italienischen Region Emilia-Romagna. Er liegt in der Viale Cavour 118 und ist Sitz des Kommandeurs des Luftoperationskommandos der Aeronautica Militare.

## Geschichte

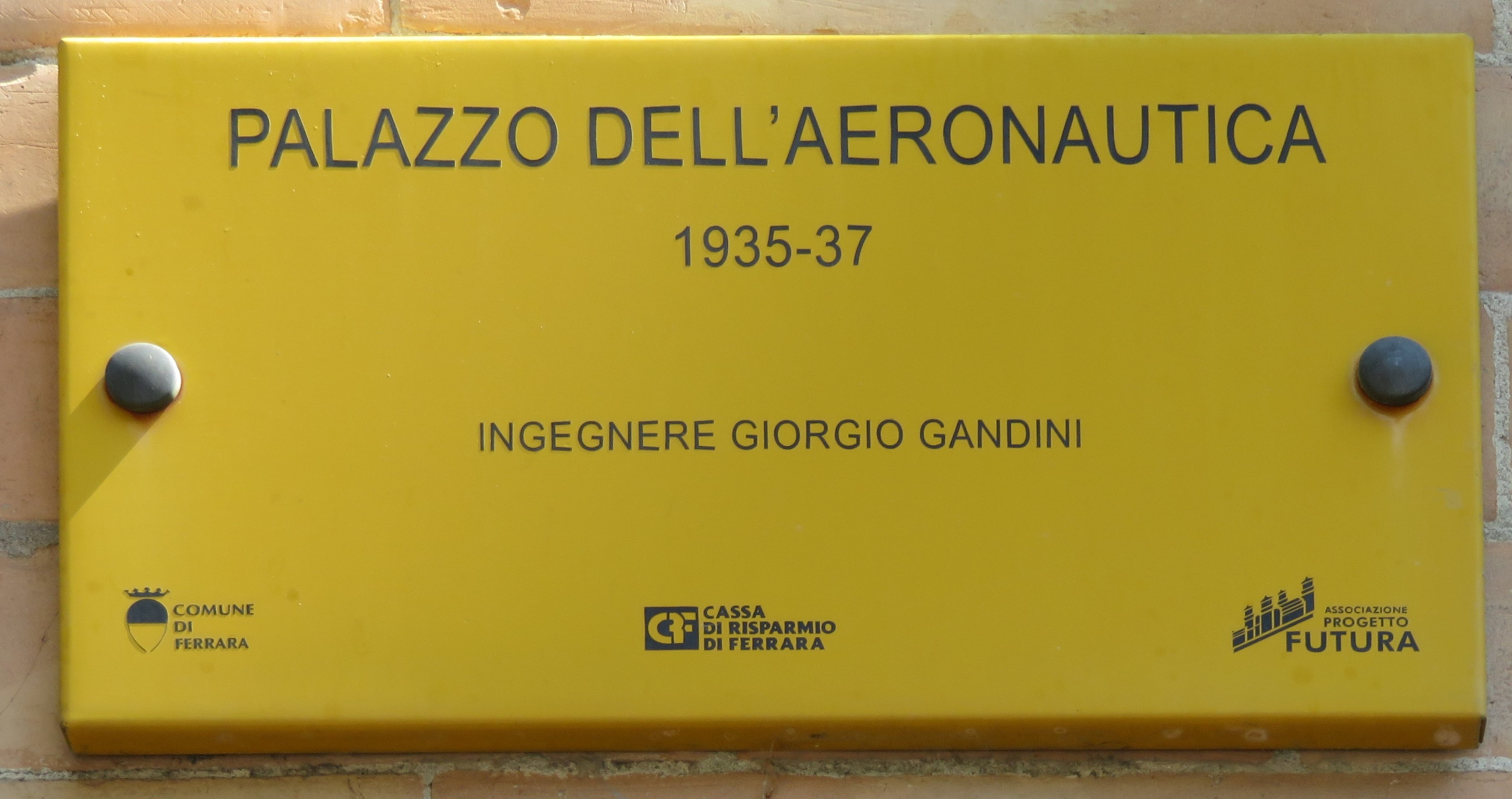
Schild zur Erinnerung an den Ingenieur Giorgio Gandini und die Zeit des Baus

Das Bauwerk wurde im Auftrag von Italo Balbo vom Bauingenieur Giorgio Gandini entworfen. Die Bauleitung hatte der örtliche Bauingenieur Carlo Savonuzzi inne und das Gebäude wurde in den Jahren 1935–1937 errichtet.

## Beschreibung
Das Gebäude war anfangs als medizinisch-juristisches Institut der Regia Aeronautica konzipiert und gilt als eines der größeren architektonischen Werke in Ferrara im 20. Jahrhundert. Das Gebäude zeigt perfekt die Matrix des italienischen Rationalismus, die man damals für architektonische Projekte von großer Bedeutung einsetzte.
Tatsächlich hatte der Palast keinen eigenen Fluchtpunkt, durch den er besser gerahmt werden könnte: Seine offensichtlichste Besonderheit besteht in der gebogenen Ecke, durch den die gesamte Konstruktion lebendig wird und sich entwickelt. Die hohe Fassade besteht aus einem imponierenden Eingang im unteren Teil, gekennzeichnet durch zwei seitliche Säulen, an deren unteren Enden zwei weiße Kugeln ruhen, und darüber ein langes, vertikales Bogenfenster.
Die Wandbehänge, die an den Seiten des Eingangs positioniert sind, atmen diese architektonische Geometrie, die den italienischen Rationalismus dieser Zeit so besonders macht. Die Mauern sind durch den klassischen Gebrauch von Ziegeln gekennzeichnet, ebenso wie durch Unterbrechungen aus grauem Stein, die aus langen, horizontalen Elementen und einer schematischen Abfolge von Fenstern besteht, die sich über die gesamte Länge der Wände erstrecken.